# Cantón de Portet-sur-Garonne
El cantón de Portet-sur-Garonne es una división administrativa francesa, situada en el departamento de Alto Garona y la región de Mediodía-Pirineos.

## Composición
El cantón de Portet-sur-Garonne incluye diez comunas:
- Portet-sur-Garonne
- Labarthe-sur-Lèze
- Pins-Justaret
- Eaunes
- Roquettes
- Roques-sur-Garonne
- Pinsaguel
- Lagardelle-sur-Lèze
- Saubens
- Villate